# Нижнее Котнырево
Нижнее Котнырево — деревня в Алнашском районе Удмуртии, входит в Байтеряковское сельское поселение. Находится в 10 км к юго-западу от села Алнаши и в 96 км к юго-западу от Ижевска.
Население на 1 января 2008 года — 125 человек.

## История
На 28 июля 1924 года деревня Котнырево Нижнее входила в состав Кадиковского сельсовета Алнашской волости Можгинского уезда. В 1929 году упраздняется уездно-волостное административное деление и деревня причислена к Алнашскому району. В том же году в СССР начинается сплошная коллективизация, в процессе которой в деревне образована сельхозартель (колхоз) «Крестьянин».
- Лебедев Михаил Поликарпович (1874 г.р.) — кулак.
- Лебедев Павел Поликарпович (1889 г.р.) — кулак.
- Лебедев Николай Михайлович (1900 г.р.) — член семьи кулака.
- Лебедев Николай Михайлович (1899 г.р.) — арестован 28 декабря 1937 года. Приговор: 7 лет.
- Лебедев Максим Михайлович (1903 г.р.) — член семьи кулака.
- Лебедев Максим Михайлович (1903 г.р.) — арестован 16 ноября 1937 года. Приговор: 10 лет.
- Лебедева Ефимия Ивановна (1906 г.р.) — член семьи кулака.
- Лебедев Филипп Михайлович (1912 г.р.) — член семьи кулака.
- Лебедева Ольга Павловна (1915 г.р.) — член семьи кулака.
- Лебедев Пантелей Николаевич (1927 г.р.) — член семьи кулака.
- Лебедева Мария Николаевна (1930 г.р.) — член семьи кулака.

В 1950 году проводится укрупнение сельхозартелей колхоз «Крестьянин» упразднён, несколько соседних колхозов объединены в один колхоз «имени Суворова». В 1954 году Кадиковский сельсовет упразднён и деревня перечислена в Кучеряновский сельсовет, а в 1964 году Кучеряновский сельсовет переименован в Байтеряковский сельсовет.
16 ноября 2004 года Байтеряковский сельсовет был преобразован в муниципальное образование «Байтеряковское» и наделён статусом сельского поселения.

## Социальная инфраструктура
- Нижнекотныревская основная школа — 59 учеников в 2008 году[9]